# Liste der Naturdenkmale in Riedstadt
Die Liste der Naturdenkmale in Riedstadt nennt die im Gebiet der Stadt Riedstadt im Kreis Groß-Gerau in Hessen gelegenen Naturdenkmale.
| Bild                          | Bezeichnung                                   | Ortsteil, Lage                                             | Beschreibung                                                      | Art      | Nr. |
| ----------------------------- | --------------------------------------------- | ---------------------------------------------------------- | ----------------------------------------------------------------- | -------- | --- |
| mehr Fotos \| Fotos hochladen | 1 „Luther-Eiche“ an der evangelischen Kirche  | Goddelau 49° 50′ 6,9″ N, 8° 29′ 52,5″ O                    | gepflanzt am 10. November 1883 zum 400. Geburtstag Martin Luthers | Eiche    | 016 |
| Fotos hochladen               | 1 „Friedenseiche“ in der Hospitalstraße       | Goddelau, Hospitalstraße 14 49° 50′ 5,4″ N, 8° 29′ 58,2″ O |                                                                   | Eiche    | 017 |
| Fotos hochladen               | 1 Eiche an der Gemeindewaage                  | Erfelden 49° 50′ 5,9″ N, 8° 28′ 9,3″ O                     |                                                                   | Eiche    | 018 |
| mehr Fotos \| Fotos hochladen | 1 Eiche an Dohlgraben („Karl-Spengler-Eiche“) | Goddelau 49° 49′ 36,1″ N, 8° 32′ 29,8″ O                   | Die Eiche wurde 2025 angebohrt und vergiftet.                     | Eiche    | 019 |
| Fotos hochladen               | 1 Eiche am Bensheimer Hof                     | Erfelden 49° 50′ 59,3″ N, 8° 25′ 52″ O                     |                                                                   | Eiche    | 037 |
| Fotos hochladen               | 1 Kastanie in der Starkenburger Straße 52     | Goddelau 49° 50′ 0,9″ N, 8° 29′ 47,9″ O                    |                                                                   | Kastanie | 038 |
| mehr Fotos \| Fotos hochladen | 1 Eiche auf dem Kirchplatz                    | Wolfskehlen 49° 51′ 11,8″ N, 8° 29′ 55,5″ O                |                                                                   | Eiche    | 048 |
| Fotos hochladen               | 1 Kastanie in der Hospitalstraße 22           | Goddelau 49° 50′ 3,8″ N, 8° 30′ 1,4″ O                     |                                                                   | Kastanie | 049 |
| Fotos hochladen               | 1 Eiche am Pfarrhaus                          | Goddelau 49° 50′ 6,2″ N, 8° 29′ 52,6″ O                    |                                                                   | Eiche    | 050 |
| Fotos hochladen               | 1 Linde „Am alten Bahnhof“                    | Wolfskehlen 49° 50′ 56,3″ N, 8° 30′ 14″ O                  |                                                                   | Linde    | 065 |
| Fotos hochladen               | 1 Linde am Pumpwerk Kammerhof                 | Erfelden 49° 50′ 58,2″ N, 8° 23′ 56,5″ O                   |                                                                   | Linde    | 074 |

## Belege
1. ↑  Naturdenkmale im Kreis Groß-Gerau. (pdf; 39 kB) Der Kreis Groß-Gerau, 15. Januar 2014, archiviert vom Original (nicht mehr online verfügbar) am 15. Februar 2016; abgerufen am 24. Januar 2016.
2. ↑  
Naturdenkmale im Kreis Groß-Gerau. (pdf; 851 kB) (Karte). Der Kreis Groß-Gerau, 15. Januar 2014, archiviert vom Original (nicht mehr online verfügbar) am 15. Februar 2016; abgerufen am 24. Januar 2016.
3. ↑  Prächtige Luther-Eiche prägt Goddelauer Ortsbild in echo-online vom 24. Mai 2019, abgerufen am 27. Februar 2022
4. ↑  Mehrere Bäume in Hessen vergiftet, SPON vom 24. Juli 2025

- Karte mit allen Koordinaten:
- OSM |
- WikiMap